# 아우구스타 제8군단

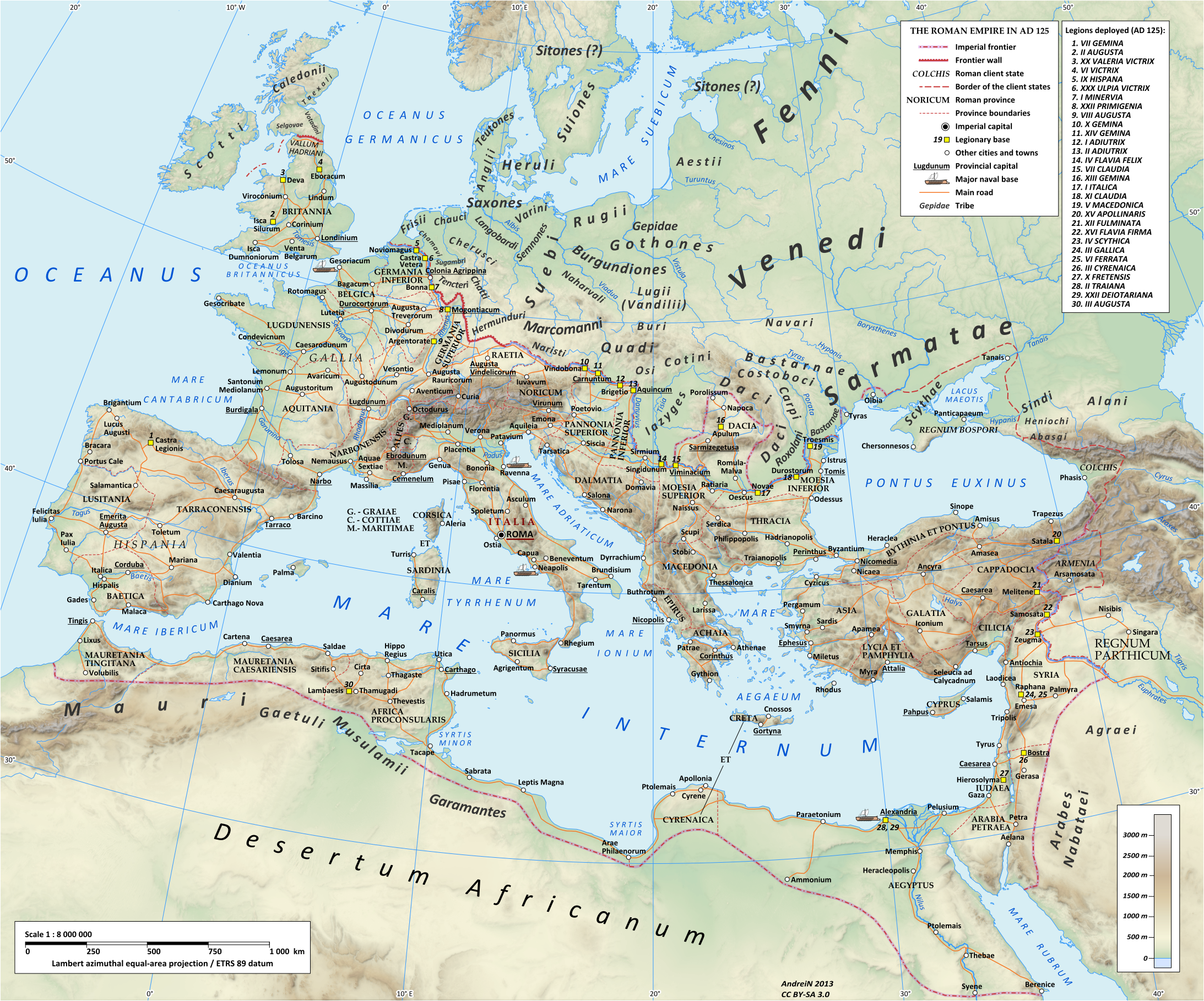
기원후 125년 하드리아누스 황제 치세의 로마 제국 전도. 기원후 75년부터 적어도 371년까지 게르마니아 수페리오르 속주 라인강 인근의 아르겐토라툼(프랑스 스트라스부르)에 주둔했던 8군단 아우구스타가 표시됨

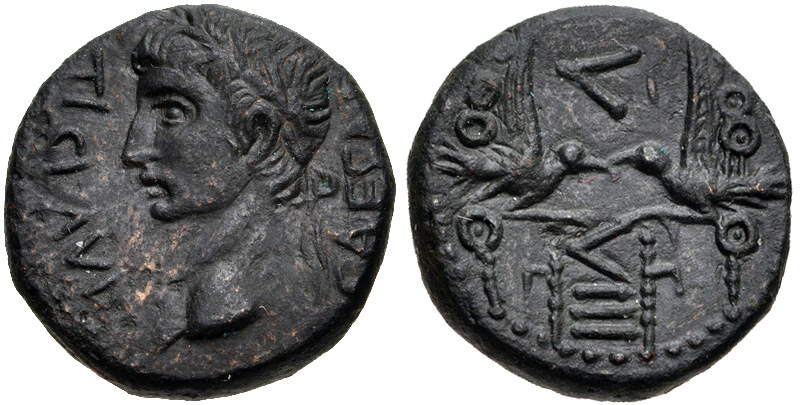
클라우디우스와 5군단과 8군단의 아퀼라가 새겨진 주화

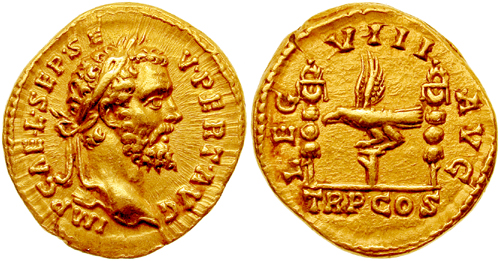
셉티미우스 세베루스가 황제직을 차지하기 위한 내전에서 그를 지지한 8군단 아우구스타를 기념하기 위해 193년에 주조한 아우레우스 (금화).

8군단 아우구스타(Legio VIII Augusta, "아우구스투스의 제8군단")는 로마 제국의 가장 오래된 군단 중 하나였다.

## 공화국 시기
8군단은 기원전 58년경 율리우스 카이사르의 명령을 받아 갈리아 키살피나로 파견되었고 갈리아 전쟁 내내 카이사르의 휘하 아래에서 활동했으며, 특히 게르고비에 전투와 알레시아 전투에 참여했다. 전쟁 중에 8군단은 "갈리카(Gallica)"라는 칭호를 수여받았다.
8군단은 파르살루스 전투에서 카이사르와 함께 했다. 군단은 카이사르가 클레오파트라를 위해 이집트를 정복했을 당시에도 이집트에 있었다. 기원전 46년, 8군단은 현 튀니지 바칼타 근처에서 벌어진 탑수스 전투에 참여했고 얼마 지나지 않아 해체되었다.
기원전 44년, 옥타비아누스는 로마 제국의 지배권을 얻는데 도움을 주었던 군단들을 재창설 했다. 기원전 43년에 마르쿠스 안토니우스(Marc Antony)의 휘하에서 데키무스 브루투스의 지지자들이 방어하고 있던 무티나(현 모데나)를 공성했다. 이로 인해 8군단 갈리카는 "Mutinensis"라는 별명을 얻었다.

## 제정 시기

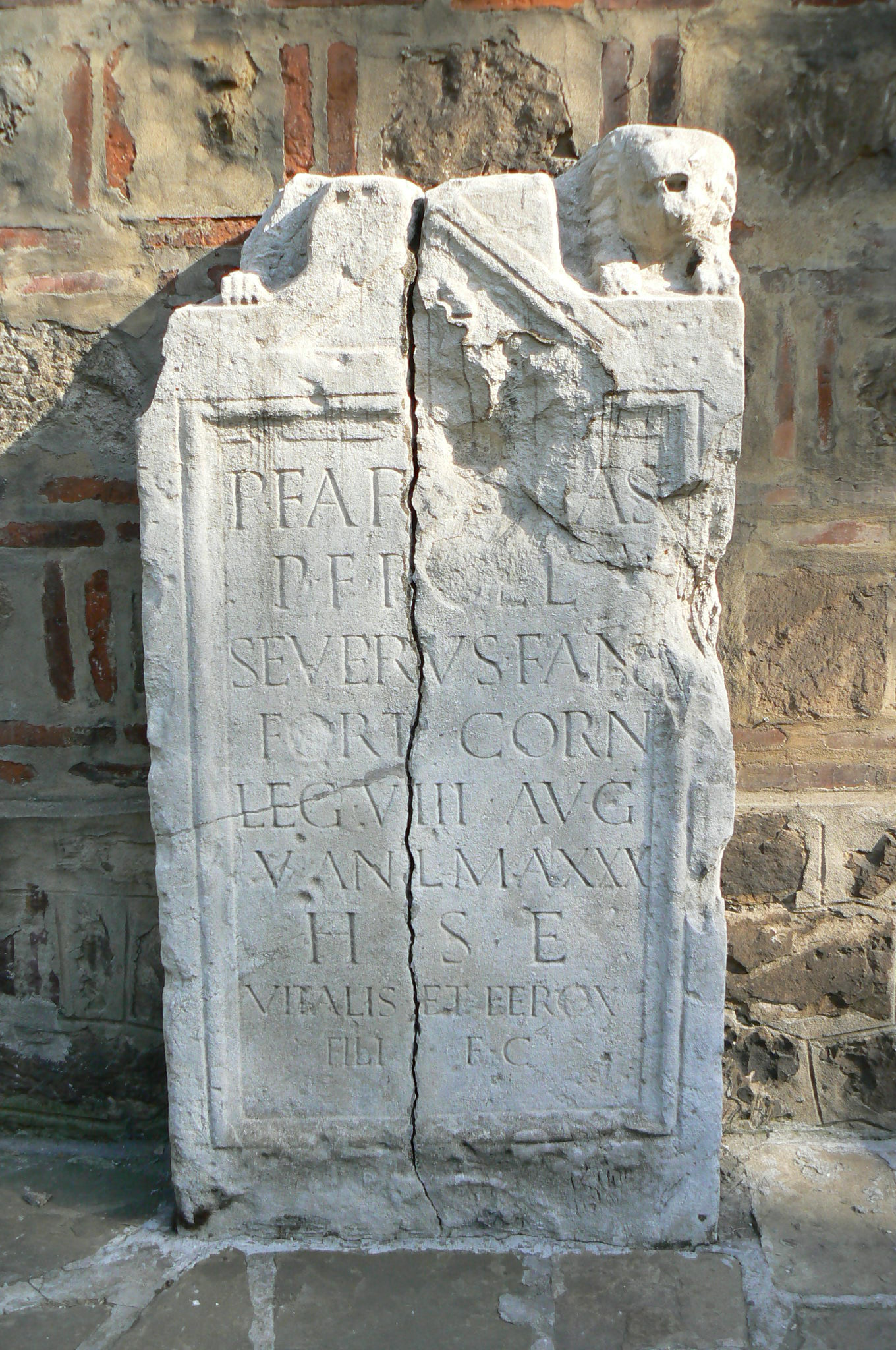
노바이 군단 주둔지에서 발굴된 8군단 군단병 푸블리우스 파르피니아스 세베루스의 묘비석(소피아 고고학 박물관). 그는 군단의 군인이자 음악가였으며 Fanum Fortunae 출신의 이탈리아인이었다.

서기 9년, 혹은 그 이전에 군단은 포에토비움(지금의 프투이)로 이전되었다. 이 무렵 군단은 아우구스타라는 별칭을 얻게 되었으며 전투에서 승리를 거두어 별칭을 수여받았을 것으로 추측된다. 또한 최소 분견대급의 부대가 군단의 도장이 찍힌 타일이 발견된 일리리쿰의 버눔에 주둔했을 것이다.
클라우디우스 황제의 통치 기간인 45년경, 8군단 아우구스타는 트라키아인의 봉기를 진압하는데 참여하여 다뉴브 강의 가장 남쪽에 위치한 강굽이가 있는 노바에에 카스트룸을 세웠고, 군단은 그곳에서 다뉴브 강의 일부 구간을 통제했다.
8군단은 트라키아에서의 활약에 대해 "BIS AUGUSTA"(두 번 아우구스트)라는 칭호를 받았다. 서기 69년 네로가 죽은 후 군단은 이 칭호를 포기했고 사황제의 해의 혼란 속에서 군단은 오토를 지지하여 2000명의 분견대를 이탈리아로 보냈다(제7군단과 제3군단도 그렇게 했다). 오토가 죽은 직후, 다뉴브의 군단들은 베스파시아누스에 대한 지지를 천명하고 그와 함께 갈리아의 미레보쉬르베즈로 진군해 서기 70년, 로마에 대항하는 트레베리족, 특히 우비족과 링고네스족의 반란에 맞서기 위해 새로운 기지를 건설했다.
로마 제국이 북부 지역에 대한 통제권을 회복하게 되자 서기 86년, 혹은 그 이전에 군단은 게르마니아 수페리어의 아르겐토라툼(지금의 스트라스부르)에 있는 새로운 주둔지로 이전했고, 군단의 대부분은 5세기까지 그곳에 주둔했다.
8군단은 또한 서기 193년부터 211년까지 통치한 셉티미우스 세베루스와 그의 후계자들의 휘하에서 파르티아 제국과 싸웠다.
기록에 따르면 군딘은 4세기 초반에도 라인강 국경에서 여전히 활동했었다. 즉, 군단은 400년 이상 로마에 끊임없이 봉사해 왔다는 뜻이다. 비문에 따르면, 371년에 다시 아르겐토라툼에 주둔했다. 이후, 로마 장군 스틸리코는 서고트족의 침략으로부터 이탈리아를 방어하기 위해 게르만 군단들을 이탈리아로 철수시켰다.
Notitia Dignitatum에 따르면, 서기 420년경 옥타비아니 부대가 이탈리아의 마기스터 페디툼(Magister Peditum) 산하에 있었는데 이 부대가 본래 코미타텐시스 부대였지만 팔라티나(Palatina) 지위로 승격된 옛 8군단 아우구스타였을 가능성이 있다.

## 출신 인원
| 이름                                      | 직위                      | 연도              | 위치       | 출처                               |
| ----------------------------------------- | ------------------------- | ----------------- | ---------- | ---------------------------------- |
| Numisius Lupus                            | 레가투스 레기오니스       | 69                | 게르마니아 | Tacitus, Histories, III.10         |
| 루키우스 안티스티우스 루스티쿠스          | 레가투스 레기오니스       | 79/81             | 게르마니아 |                                    |
| Marcus Acilius Priscus Egrilius Plarianus | 레가투스 레기오니스       | c. 120            | 게르마니아 | 《CIL》 XIV, 155,《CIL》 XIV, 4444 |
| Lucius Varus Ambibulus                    | 레가투스 레기오니스       | c. 162            | 게르마니아 | 《CIL》 X, 3872                    |
| Marcus Juventius Caesianus                | 레가투스 레기오니스       | c. 186            | 게르마니아 |                                    |
| Publius Aelianus Coeranus                 | 레가투스 레기오니스       | 221/223?          | 게르마니아 | 《CIL》 XIV, 03586                 |
| Aulus Egnatius Proculus                   | 레가투스 레기오니스       | 190/235           | 게르마니아 | 《CIL》 XII, 03163                 |
| Gnaeus Petronius Probatus Junior Justus   | 레가투스 레기오니스       | c. 234            | 게르마니아 | 《CIL》 X, 1254                    |
| Quintus Petronius Melior                  | 레가투스 레기오니스       | 3세기             | 게르마니아 | 《CIL》 XI, 3367                   |
| Lucius Coiedius Candidus                  | 트리부누스 라티클라비우스 | 기원후 55년 이전  | 게르마니아 | 《CIL》 XI, 6163                   |
| Sextus Sentius Caecilianus                | 트리부누스 라티클라비우스 | c. 65             | 게르마니아 | 《CIL》 IX, 4194 = ILS 8969        |
| Lucius Aemilius Carus                     | 트리부누스 라티클라비우스 | c. 125            | 게르마니아 | 《CIL》 VI, 1333                   |
| Lucius Neratius Proculus                  | 트리부누스 라티클라비우스 | c. 128            | 게르마니아 | 《CIL》 IX, 2457 = ILS 1076        |
| Lucius Cestius Gallus                     | 트리부누스 라티클라비우스 | 기원후 150 ~175년 | 게르마니아 | 《CIL》 X, 3722                    |
| Titus Vettius Deciminus                   | 베테라누스 레기오니스     | 3세기초           |            | 《CIL》 XIII, 1903                 |

## 비석에 새겨진 비문
- ri[… ] G̣allorum tribunus militum Legionis VIII Augustae . 갈리아 대대, 아우구스타 제8군단의 군사. 브로카붐(Brocavum). CIL VII 300 = RIB 782.